# 1699 au théâtre
| Années du théâtre : 1696 - 1697 - 1698 - 1699 - 1700 - 1701 - 1702    |
| Décennies du théâtre : 1660 - 1670 - 1680 - 1690 - 1700 - 1710 - 1720 |

## Événements
- La troupe du roi de Suède, troupe française dirigée par l'acteur Claude-Ferdinand Guillemay du Chesnay, dit Claude Rosidor, commence à jouer à la cour de Suède ; elle y restera jusqu'en 1706[1].
- L'Éventail aux fleurs de pêcher de Kong Shangren, à Pékin ; cette pièce historique et politique, qui raconte les amours d'un lettré et d'une courtisane, se déroule lors de la chute de la dynastie des Ming du Sud, à Nankin[2].
- Catherine Bernard est associée à l’Académie des Ricovrati de Padoue, sous le nom de Calliope, l'Invincible.

## Pièces de théâtre publiées
- Gabinie, tragédie chrétienne, de David Augustin de Brueys, Paris, Pierre Ribou, En ligne sur Gallica.

## Pièces de théâtre représentées
- 5 janvier : La Mort d'Othon, tragédie de François Belin, Paris, Comédie-Française.
- 28 janvier : Méléagre, tragédie de Lagrange-Chancel, Paris, Comédie-Française.
- 14 mars : Gabinie, tragédie de David Augustin de Brueys, Paris, théâtre de la rue des Fossés Saint-Germain.
- 30 juillet : La Veuve de Champmeslé, Paris, Comédie-Française.
- 19 août : La Noce interrompue de Charles Dufresny, Paris, Comédie-Française.
- 20 novembre : Athénaïs, tragédie de Lagrange-Chancel, Paris, Comédie-Française.
- 28 novembre : The Constant Couple (en), comédie de George Farquhar, Londres, théâtre de Drury Lane.
- 18 décembre : La Famille à la mode de Dancourt, Paris, Comédie-Française.
- Gabinie de David Augustin de Brueys.
- La Malade sans maladie  de Charles Dufresny.
- The False Friend; or, the Fate of Disobedience, tragédie de Mary Pix, réécriture de Othello de William Shakespeare, Londres, théâtre de Lincoln's Inn Fields.
- Uwanari, pièce du théâtre kabuki, au Japon.

## Naissances
- 27 mai : Jan Frans Cammaert, dramaturge et poète des Pays-Bas espagnols puis autrichiens, mort le 3 mars 1780.
- 29 mai : Pierre Rémond de Sainte-Albine, auteur dramatique et historien français, mort le 9 octobre 1778.
- 1er juin : François-Armand Huguet, dit Armand, acteur français, sociétaire de la Comédie-Française, mort le 26 novembre 1765.
- 18 juillet : Barthélemy Hus, dit Hus-Desforges, comédien et chef de troupe de français, mort le 1er septembre 1786.
- 26 septembre : Charles Macklin, acteur et auteur dramatique britannique, mort le 11 juillet 1797.
- 13 octobre : Jeanne-Françoise Quinault, dite Mlle Quinault cadette, actrice française, sociétaire de la Comédie-Française, morte le 18 janvier 1783.
- 8 novembre : Gottfried Prehauser, acteur et auteur dramatique autrichien, mort le 29 janvier 1769.

## Décès
- 21 avril : Jean Racine, dramaturge et poète français, né le 22 décembre 1639.
- 6 septembre : Shikano Buzaemon, auteur japonais de rakugo, spectacle littéraire humoristique, né en 1649.
- 22 octobre : Joan de Grieck, libraire et dramaturge des Pays-Bas espagnols, né le 1er décembre 1628.
- Date précise non connue :
  - Iwai Hanshirō I, acteur japonais du genre kabuki, né en 1652.